# Friedrich von Gerstein-Hohenstein
Friedrich Georg von Gerstein-Hohenstein (* 7. Mai 1814 in Hannoversch Münden; † 28. Juni 1891 in Wiesbaden) war ein preußischer Generalleutnant und Kommandant von Altona sowie Ehrenritter des Johanniterordens.

## Leben

### Herkunft
Seine Eltern waren Ernst Ludwig von Gerstein-Hohenstein (1775–1826) und dessen Ehefrau Marianne, geborene Abel (1785–1827). Sein Vater war ehemaliger Hauptmann der Kings German Legion.

### Militärkarriere
Nach dem Besuch des Gymnasiums in Hildesheim trat Gerstein am 21. März 1831 in das 6. Infanterie-Regiment der Preußischen Armee ein und avancierte bis Mitte März 1833 zum überzähligen Sekondeleutnant. Am 12. März 1834 über den Etat einrangiert, wurde er am 30. März 1836 in das 13. Infanterie-Regiment versetzt. Von 1836 bis 1839 absolvierte er zur weiteren Ausbildung die Allgemeine Kriegsschule, wurde am 2. Mai 1844 als Adjutant der 14. Infanterie-Brigade kommandiert und am 27. März 1847 unter Belassung in seiner Stellung als Premierleutnant in das 16. Infanterie-Regiment versetzt. Am 19. September 1850 kam er als Adjutant in die Kommandantur der Festung Mainz, am 28. Dezember 1850 erfolgte seine Beförderung zum Hauptmann in der Adjutantur. 1853 erhielt er den Orden der Eisernen Krone III. Klasse. Gerstein kam am 18. Juni 1853 als Kompaniechef in das 29. Infanterie-Regiment und erhielt im Jahr darauf das Ritterkreuz des Ordens Philipps des Großmütigen mit Schwertern. Am 26. Juli 1857 wurde er mit Patent vom 6. Juli 1857 zum Major befördert und zeitgleich in den Generalstab der 15. Division versetzt. Am 25. Juli 1857 kam er in den Generalstab der 14. Division. Er wurde am 8. Mai 1860 als Bataillonsführer in das 28. kombinierte Infanterie-Regiment versetzt und kam am 23. Mai 1860 als Kommandeur des III. Bataillons im 28. Landwehr-Regiment nach Siegburg. Aber schon am 1. Juli 1860 wurde er Bataillonskommandeur im 6. Rheinischen Infanterie-Regiment Nr. 68. In dieser Eigenschaft stieg Gerstein am 18. Oktober 1862 zum Oberstleutnant auf, wurde am 19. Januar 1863 als Kommandeur in das 2. Rheinische Infanterie-Regiment Nr. 28 versetzt sowie am 17. März 1863 zum Oberst befördert.
Während der Mobilmachung anlässlich des Deutschen Krieges war Gerstein Kommandeur der 31. Infanterie-Brigade, die bei der Elbarmee die Führung der Vorhut bildete und an den Kämpfen bei Hühnerwasser und Münchengrätz teilnahm. Nach Kriegsende wurde er am 17. September 1866 unter Stellung à la suite des 2. Rheinischen Infanterie-Regiments Nr. 28 für das Friedensverhältnis zum Kommandeur der 31. Infanterie-Brigade ernannt, drei Tage später zum Generalmajor befördert sowie mit dem Kronen-Orden II. Klasse mit Schwertern ausgezeichnet. Anschließend wurde er am 22. März 1868 Kommandant von Altona und den in Hamburg garnisonierten Truppen. Während des Krieges gegen Frankreich wurde er am 18. Januar 1871 zum Generalleutnant befördert und Mitte Januar 1872 anlässlich des Ordensfestes mit dem Stern zum Roten Adlerorden II. Klasse mit Eichenlaub ausgezeichnet. Aus gesundheitlichen Gründen wurde er am 8. Oktober 1872, verbunden mit besonderem Dank für seine langen, treu geleisteten Dienste, mit Pension zur Disposition gestellt. Er starb am 28. Juni 1891 in Wiesbaden.

### Familie
Gerstein heiratete am 9. August 1841 in Wesel Lucy Mary Oakes (1805–1875), eine Tochter des Thomas Oakes und der Maria Lucy Gahagan.

## Burg Gernstein
Im Jahr 1880 erwarb Gerstein – wohl aufgrund der Namensgleichheit – die damalige Ruine Schloss Gernstein in Südtirol und ließ sie im historistischen Stil der Neuromanik wieder aufbauen.